# Потоп (фильм, 1974)
«Потоп» (пол. Potop) —  художественный фильм совместного производства Польши и СССР режиссёра Ежи Гофмана по мотивам одноимённого романа Генрика Сенкевича, снятый в 1974 году.

## Описание сюжета
События, о которых рассказывается в фильме, охватывают период польско-шведской войны 1655—1660 гг.

### Первая серия
Бравый хорунжий Анджей Кмитиц приезжает в усадьбу Биллевичей, чтобы выполнить волю своего покойного покровителя и жениться на его внучке Александре (Оленьке) Биллевич. Они сразу приглянулись друг другу, однако местная шляхта, недовольная бесчинствами Кмитица и его людей, отговаривает панну Биллевич. Люди Кмитица заезжают в корчму, где вступают в ссору со шляхтичами Бутрымами и погибают в бою. Разъярённый Кмитиц в ответ сжигает усадьбу Бутрымов и захватывает Оленьку. Местная шляхта под руководством прибывшего полковника Володыёвского осаждает Анджея в его усадьбе. Кмитиц, уверенный в своей силе, принимает вызов полковника на поединок. Искусный фехтовальщик Володыёвский ранит Кмитица, и не разрешает Бутрымам его добить. Приехав к выздоравливающему Кмитицу, он говорит, что вину за свои преступления Кмитиц сможет искупить на службе отечеству. Поправившись, хорунжий набирает отряд и отправляется к литовскому гетману Янушу Радзивиллу, который набирает войско против вторгнувшихся в страну шведов. Радзивилл заставляет Кмитица присягнуть ему на кресте. 
На пиру гетман, ко всеобщему замешательству, провозглашает тост за своего  покровителя — шведского короля Карла Густава. Польские полковники обвиняют гетмана в измене, их всех арестовывают. Наутро солдаты поднимают бунт и требуют выдать полковников, потрясённый Володыёвский видит как отряд Кмитица сокрушает мятежников. Кмитиц уговаривает гетмана пощадить полковников, их под конвоем отправляют в Биржи. В пути Заглоба подпаивает начальника конвоя, переодевается в его одежду и сбегает, после чего приводит хоругвь Володыёвского. Кмитиц отправляется к панне Билевич, где его застаёт Володыёвский и приказывает Бутрымам его расстрелять. Разбирая письма, Заглоба находит, что Кмитиц спас их от расстрела. Володыёвский освобождает Кмитица. Заглоба зачитывает ему другое письмо с просьбой гетмана шведскому коменданту расстрелять пленников по прибытии в Биржи, несмотря на это Кмитиц возвращается на службу к Янушу.
Януш посылает Кмитица к своему младшему брату, князю Богуславу. Богуслав, не стесняясь, озвучивает потрясённому Кмитицу планы Радзивиллов развалить Речь Посполитую и получить королевскую власть над Литвой, похитить польского короля, чтобы заставить его подписать мир со Швецией, по которому Радзивиллам отойдёт огромная территория. Кмитиц хитростью захватывает Богуслава в плен, но князь, проявив неожиданную прыть, ранит Кмитица, истребляет охранников и убегает. На пиру Богуслав рассказывает Янушу о планах Кмитица похитить короля. Кмитиц с кучкой верных людей скрывается в лесах. Он оказывается в положении «против всех», и обе стороны конфликта мечтают казнить его как изменника.

### Вторая серия
Мятеж конфедератов ширится. Случайно подслушав разговор посла римского императора и шведского военачальника, Кмитиц узнаёт, что шведы собираются захватить и ограбить польскую святыню — Ясногорский монастырь. Он спешит туда и предупреждает приора об опасности. Шведы осаждают монастырь, но успевший подготовиться гарнизон мужественно отбивается. Вскоре к осаждающим приходит огромная кулеврина, каждым выстрелом наносящая страшный урон крепости. Ночью Кмитиц, рискуя жизнью, подрывает гигантскую пушку порохом, но сам попадает во вражеский плен. Полковник Куклиновский, которого Кмитиц успел опозорить, выпрашивает его себе и подвергает пытке огнём, но Кемлич с сыновьями освобождает Кмитица. 
Кмитиц едет в Силезию, чтобы просить короля Яна Казимира вступить в войну. В пути он спасает короля, атаковав с Кемличами шведский отряд. Кмитиц открывает королю своё настоящее имя, тот рассказывает о нём Володыёвскому и Заглобе. Король даёт Кмитицу в подчинение татарскую хоругвь 
Богуслав безуспешно осаждает сердце панны Биллевич, пребывающей в его замке. Узнав от шотландца Брауна, за которого она заступилась перед князем, подлинные планы Богуслава, девушка бежит из замка. Отряд Володыёвского  берёт штурмом замок Януша Радзивилла, оставшегося без помощи Богуслава. Януш умирает от астмы. После побега Оленьки Богуслав продолжает поддерживать шведов. 
Чарнецкий ведёт польское войско в решающую битву. Шведская артиллерия обстреливает брод, не давая полякам переправиться. Кмитицу удаётся выманить вражескую кавалерию на переправу, шведские пушкари не могут бить по своим. Чарнецкий командует общую атаку, польские гусары сметают порядки шведских мушкетёров. Кмитиц догоняет Богуслава. Уроки Володыёвского не проходят даром, Кмитицу удаётся разоружить князя. Тот обещает победителю охранную грамоту.
Анджей возвращается в селение Биллевичей. Оленька считает Кмитица предателем и собирается уйти в монастырь. На службе в костеле зачитывают королевский указ, полностью оправдывающий Кмитица. Узнав о героизме Кмитица Оленька решает выйти за него замуж.

## В ролях
- Даниэль Ольбрыхский — Анджей Кмитиц (дублировал Всеволод Ларионов)[2]
- Малгожата Браунек — Оленька (Александра) Биллевич (дублировала Инна Выходцева)
- Тадеуш Ломницкий — Михал Володыёвский (дублировал Юрий Яковлев)[2]
- Казимеж Вихняж — Ян Онуфрий Заглоба (дублировал Степан Бубнов)
- Владислав Ханьча — Януш Радзивилл (дублировал Андрей Попов)
- Лешек Телешиньский — Богуслав Радзивилл (дублировал Василий Лановой)[2]
- Рышард Филипский — Сорока (дублировал Армен Джигарханян)[2]
- Веслава Мазуркевич — тетя Кульвечовна
- Францишек Печка — Кемлич (дублировал Роман Ткачук)
- Веслав Голас — Стефан Чарнецкий (дублировал Олег Мокшанцев)
- Пётр Павловский — Ян II Казимир (дублировал Владимир Кенигсон)
- Леон Немчик — Карл X Густав (дублировал Сергей Курилов)
- Станислав Ясюкевич — Августин Кордецкий
- Ежи Федорович — офицер Браун (дублировал Вадим Спиридонов)
- Анджей Красицкий — Бергман
- Ежи Беленя — Ганхофф
- Казимеж Опалиньский — Посол римского императора
- Ежи Пшибыльский — генерал Мюллер
- Анна Сенюк — Марыня Гаштовтувна-Пацунелька
- Станислав Михальский — Яромир Кокосиньский
- Фердинанд Матысик — Замойский, серадзкий мечник
- Виргилиуш Грынь — Збышко
- Аркадиуш Базак — Куклиновский (дублировал Александр Белявский)
- Лешек Хердеген — Сакович
- Богуш Билевский — Кульвец
- Тадеуш Шмидт — Оскерко
- Бруно Оя — Бутрым
- Кшиштоф Ковалевский — Рох Ковальский (дублировал Борис Рунге)
- Василий Симчич — Гаштовт
- Леонард Анджеевский — Ага (дублировал Артём Карапетян)
- Александр Гонсовский — епископ (в титрах не указан) (дублировал Феликс Яворский)

Остальные роли дублировали: Сергей Малишевский и другие. .
Фильм дублирован на киностудии «Союзмультфильм». Режиссёр дубляжа — Георгий Калитиевский.

## Награды и номинации
В 1975 году фильм был номинирован на премию «Оскар» в категории «Лучший фильм на иностранном языке»